# Palaiochóri, Chalkidiki
Palaiochóri (Palaiochori) är en grekisk ort i kommunen Aristotelis som ligger i regiondelen Chalkidike i regionen Mellersta Makedonien.
Orten ligger på halvön Chalkdike i Greklands nordöstra del och närmaste större tätort är Thessaloniki. År 2025 hade Palaiochóri något över 1500 invånare.

## Sevärdheter
Det historiska slottet Neposi (på grekiska Καστέλλι Παλαιοχωρίου Χαλκιδικής) ligger i närheten och lyfts fram som ett naturskönt utflyktsmål.
Författaren Nikos Kazantzakis förknippas med området. Forskare har föreslagit att huvudpersonen i hans roman Spela för mig, Zorba, filmatiserad som Zorba the Greek, är baserad på en person Kazantzakis mötte i Chalkidike.